# Джабаль-Атерб
Джаба́ль Ате́рб (араб. جَبَل أَثَرْب‎) — гора в Саудовской Аравии. Состоит из пород юрского, мелового, третичного периодов. Высота — 1800 метров.

## Климат и земледелие
Из-за большого количества сезонных дождей Джабаль Атерб — одно из самых влажных мест Саудовской Аравии. Средний объём осадков — от 300 до 500 мм/год. Благодаря им здесь развито сельское хозяйство.